# Autotolerancja
Autotolerancja (tolerancja naturalna) -  rodzaj tolerancji immunologicznej, polegający na tym, że układ odpornościowy danego organizmu nie reaguje na własne białka (autoantygeny). Jeśli mechanizmy autotolerancji zawiodą, dochodzi do powstania choroby autoimmunizacyjnej.